# Huntsville (Alabama)
Huntsville – miasto w Stanach Zjednoczonych, w północnej części stanu Alabama, na wyżynie Cumberland. Według danych z 2021 roku liczy 217 tys. mieszkańców, co czyni je największym miastem stanu Alabama. Obszar metropolitalny Huntsville–Decatur obejmuje 502,7 tys. mieszkańców. 
Do 1940 roku Huntsville było małym miasteczkiem. Ogromny wzrost nastąpił w latach II wojny światowej, gdy nieopodal miasta ulokowano Arsenał Redstone w którym produkowano amunicję. W 1950 roku arsenał został przekształcony w centrum badań i rozwoju rakiet. Sprowadzono tam Wernera von Brauna wraz z jego zespołem.
W 1960 roku ośrodek otrzymał oficjalną nazwę Centrum Lotów Kosmicznych imienia George’a C. Marshalla i stał się jednym z głównych ośrodków wspomagania lotów kosmicznych NASA.
W Huntsville rozwinął się przemysł lotniczy, metalowy, włókienniczy oraz chemiczny.
Od 1805 r. w mieście działa uniwersytet.

## Miasta partnerskie
- Republika Chińska: Tainan

## Ludzie urodzeni w Huntsville
- Tallulah Bankhead (1902–1968) – aktorka filmowa i teatralna
- Terri Sewell (ur. 1965) – prawniczka i polityk
- Jimmy Wales (ur. 1966) – założyciel Wikipedii
- Bo Bice (ur. 1975) – piosenkarz
- Debby Ryan (ur. 1993) – aktorka i piosenkarka